# LEGO Racers 2
LEGO Racers 2 è un simulatore di guida di tema LEGO sviluppato dalla Attention to Detail, pubblicato dalla Lego Software e distribuito dalla Electronic Arts in Nord America. È uscito a partire da settembre 2001 per Microsoft Windows, PlayStation 2 e Game Boy Advance. Sequel del primo LEGO Racers, uscito nel 1999, il gioco è stato svelato dalla Lego Software il 20 agosto 2001.

## Modalità di gioco
Dopo essere stato sconfitto nel gioco precedente, Rocket Racer ha di nuovo l'occasione per tornare a essere il campione del mondo; a tal scopo, viaggia sul pianeta Xalax per dimostrarsi degno, e ne diventa ben presto il campione. Venuto a conoscenza del ritorno alla ribalta di RR, il giocatore è incaricato di procedere nei vari mondi che compongono il gioco, in un'avventura che culminerà con una nuova gara finale con Rocket Racer.
A differenza del LEGO Racers originale, il giocatore possiede una "libertà" maggiore, in quanto può gareggiare o comunque guidare in libertà senza un percorso fisso. Vi sono quattro personaggi con il quale il giocatore può parlare, oltre che ad una modalità per costruire la propria macchina e il proprio personaggio (come nel gioco originale), stavolta con più mattoncini ma meno personaggi da modificare. Nel gioco, è possibile gareggiare contro un massimo di 11 avversari.
Dei cinque mondi disponibili, ognuno composto da 4 gare principali e formato da un proprio set di mattoncini, quello iniziale è Sandy Bay, dove vive il personaggio protagonista, passando per Dino Island, Marte, l'Artide e infine Xalax.

## Accoglienza
| Testata                          | Versione | Giudizio |
| -------------------------------- | -------- | -------- |
| Metacritic (media al 30-01-2020) | PC       | 68/100   |
| IGN                              | PC       | 7.8/10   |
| IGN                              | PS2      | 6/10     |

Lego Racers 2 ha avuto un'accoglienza di poco positiva. La versione PC ha auto un voto di 7.8 su 10 dal sito web IGN, di cui il recensore ne ha lodato grafica e gameplay, ma criticato i dialoghi, considerati "sciocchezze da cartoni". Sempre la IGN ha dato alla versione PS2 solo un 6 su 10, con grafiche e gameplay inferiori rispetto alla versione per PC. La IGN ha anche aggiunto che una copia per PC costa $20, mentre una per PlayStation 2 ne costa 40$; date le sue recensioni, la IGN ha ritenuto la versione PS2 di scarso valore, e quella PC accettabile a metà prezzo.